# NbE 07–09
Die Tenderlokomotiven NbE 07–09 gehören zu einer Reihe von Lokomotiven der Achsfolge 1’C, die nach der preußischen Normalie MIII-4k gebaut wurden. Diese preußischen T 9.2 wurden 1928 in der Werkstätte der Niederbarnimer Eisenbahn mit größeren Treib- und Kuppelradsätzen ausgestattet. Sie gelangten nach dem Zweiten Weltkrieg zur Deutschen Reichsbahn und wurden als 74 6621–6623 bezeichnet. Die Loks waren bis 1965 im Einsatz und wurden dann ausgemustert sowie verschrottet.

## Geschichte und Einsatz
1923 und 1925 erwarben die Gesellschaften der Bahnen, die später in die Niederbarnimer Eisenbahn eingingen, drei Lokomotiven der Preußischen T 9.2. Die Lokomotiven waren an die Preußisch-Hessischen Staatsbahnen 1898 ausgeliefert worden und trugen dort die Bezeichnungen ERFURT 7255, ELBERFELD 7233 und OPPELN 7221.
Nach anderer Quellenlage waren dies die Lokomotiven KATTOWITZ 7221, ELBERFELD 7233 und ESSEN 1880.
Bei der Reinickendorf-Liebenwalder-Groß-Schönebecker Eisenbahn (RLGS) wurden die Lokomotiven als Nummer 07–09 eingestuft. 1925 hatte die Bahnverwaltung ein neues Nummernschema eingeführt. Neu angeschaffte oder umgebaute Lokomotiven wurden mit einer 0 als erste Ziffer der Betriebsnummer versehen, vorhandene Lokomotiven aus den Baujahren bis 1913 wurden ausgemustert oder verkauft.
Nach anderer Quellenlage waren die Lokomotiven nie bei der RLGS, sondern wurden erst nach 1925/26 von der Deutschen Reichsbahn als 91 060, 91 085 und 91 031 übernommen. Danach wurde die 91 085 ab 1926 als NbE 5" und erst ab 1936 als NbE 08 bezeichnet.
Um nach dem damaligen Stand der Technik die Geschwindigkeit der Lok zu erhöhen, war der Umbau der Lokomotiven mit größeren Treib- und Kuppelradsätzen erforderlich. Diese Arbeiten wurden bis 1928 durchgeführt.

## DR 74 6621–6623
Die Lokomotiven erhielten 1949 von der Deutschen Reichsbahn die Betriebsnummern 74 6621–6623.
1950 waren alle drei Loks in Basdorf stationiert. Die 74 6621 ging hier 1951 in den Schadpark und wurde ausgemustert. Die anderen beiden Lokomotiven wurden 1957 nach Jerichow umbeheimat. Dort wurde die 74 6622  Ende 1957 abgestellt, die 74 6623 fuhr bis zur Abstellung 1965. Beide wurden 1965 ausgemustert und im selben Jahr verschrottet.

## Technische Merkmale
Die Umbaumaßnahmen der Loks umfassten die Ausstattung mit neuen Kesseln und Radsätzen mit einem Durchmesser von 1.500 mm. Das war möglich, da das Fahrwerk der T 9.2 mit dem Abstand zwischen ersten Kuppelachse und zweiten Kuppelachse von 1.900 mm und zwischen der zweiten Kuppelachse und dritten Kuppelachse mit 2.300 mm großzügig bemessen war. Durch den Achswechsel war der Einbau eines neuen Stangensatzes und neuer Steuerungsteile notwendig.